# Dalbergia grandistipula
Dalbergia grandistipula là một loài thực vật có hoa trong họ Đậu. Loài này được A.M.Carvalho miêu tả khoa học đầu tiên.